# Taiwanotagalus klapperichi
Taiwanotagalus klapperichi là một loài bọ cánh cứng trong họ Tenebrionidae. Loài này được K. Masumoto miêu tả khoa học đầu tiên năm 1982.